# Marion Le Solliec
Marion Le Solliec est une harpiste et compositrice vidéaste web bretonne née le 28 mai 1992, originaire de Louannec en Bretagne. 

## Biographie
Marion Le Solliec commence la harpe au conservatoire en région parisienne à l’âge de 7 ans, auprès de Véronique Ghesquière. Quelques années plus tard, elle rejoint la Bretagne. C’est dans le milieu associatif qu’elle continue son apprentissage de l’instrument aux côtés de Morgane Touzet et Hoëla Barbedette. Elle développe alors très vite son oreille musicale grâce à la transmission orale. 
Après avoir enrichi son répertoire en musique classique et musique celtique, elle commence à s’intéresser à d’autres répertoires peu entendus à la harpe tel que le rock ou le metal.   
En 2008, elle poste sa première adaptation sur sa chaîne Youtube afin de partager sa passion, populariser et moderniser l'image de la harpe celtique.  
Au fil des années, ses vidéos ont touché un public très varié et ont suscité des vocations. Ses compositions et arrangements ont été visionnés plusieurs millions de fois sur différents média sociaux à travers le monde, notamment en Chine.  
Depuis 2011, la harpiste joue également sur harpe électrique, ce qui lui permet notamment de marier la harpe à d’autres instruments et d’agrandir son répertoire. En février 2011, RTL 2 l'invite à jouer en live à la radio. Elle se produit également en concert. Le père de la harpe celtique, Alan Stivell, lui apporte son soutien.
En 2020, durant le confinement, sa musique est ressentie comme propice à l'apaisement et la youtubeuse fait l'objet d'une émission sur RCF en avril de la même année. En 2020, elle prépare l'enregistrement d'un album.